# Medaille „FDJ-Auftrag IX. Parteitag“

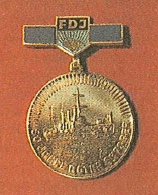
Medaille „FDJ-Auftrag IX. Parteitag“

Die Medaille „FDJ-Auftrag IX. Parteitag“ war in der Deutschen Demokratischen Republik (DDR) eine nichtstaatliche Auszeichnung der Freien Deutschen Jugend (FDJ), welche anlässlich des 60. Jahrestages des Roten Oktobers 1977 gestiftet wurde. Die Verleihung erfolgte an all jene Jugendlichen der FDJ, die besondere Leistungen bei der Erfüllung der vom IX. Parteitag der SED gestellten Aufgaben vollbracht hatten. 

## Aussehen und Trageweise
Die vergoldete Medaille mit einem Durchmesser von 36 mm zeigt auf ihrem Avers mittig den Panzerkreuzer Aurora. Umschlossen wird dieser von der Umschrift: 60 JAHRE ROTER OKTOBER die halbkreisförmig am unteren Rand der Medaille zu lesen ist. Nach der Hälfte des Kreisumfanges geht die Umschrift in, ebenfalls halbkreisförmige angelegte, 39 senkrechte kleine Balken über. Das Revers der Medaille zeigt dagegen mittig auf gekörnten Grund die zweizeilige Inschrift: FDJ-AUFTRAG / IX. PARTEITAG. Getragen wurde die Medaille an einer blau emaillierten Spange mit dem mittigen Symbol der FDJ an der linken oberen Brustseite.